# Krapina
Krapina – miasto w północnej Chorwacji, stolica żupanii krapińsko-zagorskiej, siedziba miasta Krapina. W 2011 roku liczyła 4471 mieszkańców.

## Geografia
Krapina jest położona na terenie Hrvatskiego zagorja, w dolinie rzeki Krapinicy, 57 km na północ od Zagrzebia, na wysokości 203 m n.p.m.
Miejscowa gospodarka oparta jest na przemyśle włókienniczym, drzewnym, ceramicznym, elektrotechnicznym i drukarskim.
Przez Krapinę przebiega linia kolejowa Zagrzeb – Zaprešić – Zabok – Celje (Słowenia) i autostrada A2 (Zagorska autocesta).

## Historia
W jaskini Krapina paleontolog Dragutin Gorjanović-Kramberger odkrył liczące ponad 100 tys. lat skamieniałości (głównie zęby) około 70 neandertalczyków należących prawdopodobnie do jednej populacji.
Pierwsza historyczna wzmianka o Krapinie pochodzi z 1193 roku. W 1347 roku król Ludwik Węgierski nadał miastu królewski przywilej. Od 1418 roku miasto uzyskało prawo organizacji jarmarku.
W 1473 roku miał miejsce pierwszy najazd osmański. W latach 1488–1490 Krapina była własnością króla Macieja Korwina, a po jego śmierci jego syna Jana. Następnie o władzę nad Krapiną rywalizowały rody Kegleviciów, Székelych i Draškoviciów. Podejmowano próby ograniczania przywilejów mieszczan, co doprowadzało do buntów. Od XVII wieku Krapina rozwijała się jako ośrodek rzemieślniczy i handlowy. Ufundowano zakon franciszkanów i utworzono miejską szkołę. W 1775 roku miasto ucierpiało wskutek trzęsienia ziemi.
W Krapinie urodził się Ljudevit Gaj. Miasto było ośrodkiem XIX-wiecznego chorwackiego odrodzenia narodowego. Po I wojnie światowej znalazło się w granicach Jugosławii. Od 1931 roku należało do banowiny sawskiej.
Od 1966 roku w Krapinie organizowany jest Tydzień Kultury Kajkawskiej (chorw. Tjedan kajkavske kulture).